# Gemeiner Pfennig
El Gemeiner Pfennig, Reichspfennig o, traducido, penique común fue un impuesto imperial (Reichssteuer) que implantó el emperador Maximiliano I de Habsburgo en la Dieta de Worms de 1495 para sufragar sus guerras contra Francia y contra el Imperio Otomano. 
El impuesto debía ser pagado por todos los súbditos del emperador mayores de 15 años. Se diseñó para incluir conjuntamente las funciones de impuesto de capitación, impuesto sobre la renta e impuesto sobre el patrimonio, gravando en función del estatus y renta. Su recaudación fue difícil y originó su fracaso, siendo explícitamente abandonado en 1505.
Trataba de recuperar el espíritu del penique husita (Hussitenpfennig) de 1427 y fue uno de los elementos de la reforma imperial que buscaba centralizar el poder en el Sacro Imperio. Tras su fracaso, fue sustituido por el Kammerzieler.